# 卢班戈体育场
卢班戈体育场位于安哥拉威拉省省府卢班戈市，是安哥拉政府为2010年非洲国家杯足球赛举行而筹建四座足球场的其中一座，并兼顾了普通田径比赛的使用功能，设有配套停车位，东西两侧看台。场内为标准足球场地一个，400米塑胶跑道8条，可供单项国际比赛的标准综合场地，是完全按照满足国际比赛要求及符合FIFA标准进行设计的。项目由中国水利水电建设集团公司以EPC方式承建，于2007年12月18日正式签订实施合同，2008年1月1日正式开工建设，2009年12月18日正式移交，项目竣工典礼于12月28日举行。

## 概况
卢班戈体育场是安哥拉卢班戈的标志性建筑。该项目设计遵照国际比赛和FIFA标准要求，地上四层，场内为标准天然草坪足球场，建筑面积约25807平方米。卢班戈体育场有东西两侧共20000平方米的看台，看台设钢结构罩棚，外观简洁、大方、美观。

球场看台包括208个VIP坐席、104个媒体坐席和60个残障人士坐席。另外，球场还设有1420个轿车停车位及129个巴士停车位。球场于2010年1月13日迎来正式比赛首秀，由喀麦隆迎战加蓬，后者最终1-0取胜。
该项目于2008年1月1日签约，2009年12月交付使用，是安哥拉为举办2010年非洲国家杯足球赛兴建的重要场馆之一，为赛事顺利举办提供了重要支持。卢班戈体育场荣获2010-2011年度境外工程中国建筑最高奖“鲁班奖”。
球场当前是安哥拉足球甲级联赛球队本菲卡卢班戈的主场。